# EMUGA
EMUGA o Emisoras Municipais Galegas (Emissores Municipals Gallegues) és una associació d'emissores de ràdio municipals de Galícia que va néixer el 1988 per iniciativa dels ajuntaments de Corcubión, Fene, Negreira, Oleiros i Ribadavia per promocionar la radiodifusió municipal pública. També organitza unes Jornades de Ràdio Local.
Emisoras Municipais Galegas promou des de 2006 la realització d'una programació conjunta anomenada Radiodifusión, que pretén complementar la comunicació local.

## Emissores
- Canal Tea (Ponteareas)
- Radio Allariz
- Radio Arteixo
- Radio Arzúa
- Radio As Nogais
- Radio Betanzos
- Radio Boiro
- Radio Boqueixón
- Radio Carral
- Radio Cerceda
- Radio Culleredo
- Radio Estrada
- Radio Eume (As Pontes de García Rodríguez)
- Radio Fene
- Radio Foz
- Radio Lalín
- Radio Melide
- Radio Negreira
- Radio Oleiros
- Radio Ordes
- Radio Quiroga
- Radio Pobra (A Pobra do Caramiñal)
- Radio Redondela
- Radio Salnés (Cambados)
- Radio Touro
- Radio Tui